# Trigonopterus castaneipennis
Trigonopterus castaneipennis – gatunek chrząszcza z rodziny ryjkowcowatych i podrodziny krytoryjków.

## Taksonomia
Gatunek ten opisany został po raz pierwszy w 2019 roku przez Alexandra Riedela na łamach „ZooKeys”. Współautorem publikacji jest Raden Pramesa Narakusumo. Jako miejsce typowe wskazano górę Sampuna, położoną w okolicy Palopo w kabupatenie Luwu w indonezyjskiej prowincji Celebes Południowy. Epitet gatunkowy oznacza po łacinie „kasztanowoskrzydły”.

## Morfologia
Chrząszcz o ciele długości od 2,2 do 2,6 mm, wysklepionym, w zarysie prawie jajowatym z przewężeniem między przedpleczem a pokrywami, ubarwionym czarno z rdzawymi czułkami oraz ciemnordzawymi odnóżami i nasadami pokryw. Ryjek samca i samicy zaopatrzony jest w listewkę środkową i parę listewek przyśrodkowych. Epistom samca ma w tyle poprzeczną listewkę, u samicy jest zaś niezmodyfikowany. Powierzchnia przedplecza jest zaopatrzona w dwa podłużne wciski, szeroką nabrzmiałość środkową i wąskie środkowe żeberko, grubo i gęsto punktowana. Pokrywy mają rozproszone i drobne punktowanie; grubsze punkty obecne są na barkach. Wszystkie odnóża mają uda z ostrym ząbkiem. Listewki przednio-brzuszne na udach środkowej i tylnej pary są karbowane. Tylna para odnóży ma na udach przedwierzchołkową łatkę strydulacyjną i ząbkowaną krawędź tylno-grzbietową, a na goleniach piłkowaną krawędź grzbietową. Genitalia samca mają prącie o bokach prawie równoległych, przed wierzchołkiem zaopatrzone w guzki porośnięte zakręconymi szczecinkami. Aparat przenoszący jest biczykowaty, a przewód wytryskowy jest wyposażony w niewyraźny bulbus.

## Ekologia i występowanie
Ryjkowiec ten zasiedla górskie lasy. Spotykany jest na rzędnych 1100 m n.p.m. Bytuje w ściółce.
Owad orientalny, endemiczny dla Celebesu, znany tylko z lokalizacji typowej w prowincji Celebes Południowy.